# Frank Zander
Frank Zander geboren als Frank Kurt Zander (Berlijn-Neukölln, 4 februari 1942) is een Duitse schlagerzanger, acteur en presentator.

## Carrière
Na zijn opleiding tot graficus presenteerde Frank Zander zich als zanger en gitarist van de groep Gloomy-Moon-Singers (nadien Gloomys). In het midden van de jaren 1970 ging hij optreden als solist met onder andere het lied Der Ur-Ur-Enkel von Frankenstein (1974). In 1975 belandde dit nummer op de 1e plaats in de Oostenrijkse hitlijst. Daarna volgden Ich trink auf dein Wohl, Marie (1974) en Oh, Susi (der zensierte Song) (1976). In 1977 ontving hij de bronzen Bravo Otto van het jeugdtijdschrift Bravo.
Vanaf 1978 maakte hij furore onder het pseudoniem Fred Sonnenschein und seine Freunde (de goudhamsters Fritz, Rudi, Walter en Max) met het nummer Der kleine Finkenhahn. De hamsterstemmen werden elektronisch bewerkt. Hugo Egon Balder was de stem van goudhamster Fritz. De single Ja, wenn wir alle Englein wären (1e plaats) kreeg een Gouden Plaat en bleef 4 weken in de Duitse hitlijst. Ook in Oostenrijk (1e plaats) en Zwitserland (6e plaats) kwam het nummer voor in de hitlijsten. Nadien was hij met nog twee coverversies succesvol, onder andere in 1982 met Da da da ich weiß Bescheid, du weißt Bescheid (Trio) en in 1986 met Jeanny (die reine Wahrheit) (Falco). Beide nummers kwamen ook voor in de Oostenrijkse en Zwitserse hitlijsten. In november 1989 bracht hij onder het imago van Kurt (zijn tweede voornaam) het nummer Hier kommt Kurt uit, dat ook scoorde in Oostenrijk en Zwitserland. Tussen 1977 en 1980 presenteerde hij samen met Helga Feddersen op televisie de Plattenküche. Van 1979 tot 1980 trad hij op in het 30 afleveringen tellende WWF-regionaalprogramma Heiße Tips. Daarna werkte hij met meerdere collega's in ARD-uitzendingen zoals Bananas (1981 tot 1984), Spaß am Dienstag, Känguru en Frankobella (met Isabel Varell). Bij de zender ZDF presenteerde hij de muziek-uitzending Vorsicht, Musik! en bij RTL de RTL-Kinderhitparade.
Zander zong ook het themalied voor de tv-serie Teenage Mutant Hero Turtles en voor de film Ein Fall für TKKG:Drachenauge. Hij synchroniseerde Asterix uit Astérix le Gaulois en Astérix et la Surprise de César en nam ook een kleine synchronisatierol voor zijn rekening als vlinder in de tekenfilm The Last Unicorn. In 1997 synchroniseerde hij het Power-Tool in de tekenfilm Die furchtlosen Vier. Ook schreef hij in 1993 voor de Berlijnse voetbalclub Hertha BSC het clublied Nur nach Hause (gehn wir nicht). Vanaf 1997 bezingt hij ook persoonlijke verjaardags-cd's met een verjaardagslied met een bepaalde voornaam. Zijn cd Rabenschwarz (2004) bevat schlagers zoals 17 Jahr, blondes Haar (Udo Jürgens) in de stijl van Rammstein. In oktober 2005 verscheen de cd Rabenschwarz Teil 2, waarop hij een duet zingt met Nina Hagen. Naast coverversies zijn ook nummers als Hier kommt Kurt en Nachbar toegevoegd. Voor het bekende ijsbeertje Knut uit de Berlijnse Zoo heeft hij het nummer Hier kommt Knut gezongen. Hij acteerde ook in de Duitse speelfilm Neues vom Wixxer in de rol van Fred Fartwind. Ook werkte hij samen met de Berlijnse kunstenaar Prinz Pi, met wie hij het nummer Meene Stadt zong. Samen met producent Biztram ontstond het nummer Wo gehst du hin meine Sonne, die vertelt over de vernietiging van de aarde en de zelfvernietiging van de mens. In de serie Tatort: Der Hammer (2014) speelde Zander een bijrol.

## Privéleven
Zanders oergrootvader was bevriend met Heinrich Zille, een Duits graficus, schilder en fotograaf. Zijn tweede voornaam was eigenlijk Adolf, maar deze liet hij veranderen in Kurt. Zijn rauwe stem, die het gevolg was van een niet behandelde ontsteking van de amandelen in het begin van de jaren 1970, werd zijn handelsmerk op zijn weg naar succes. Sinds 1955 organiseert Zander kerstmaaltijden voor daklozen in Berlijn dankzij talrijke sponsoren. Hij is sinds 1968 gehuwd, heeft een zoon en een kleinkind en woont afwisselend op Ibiza en in Berlin-Charlottenburg.

## Discografie

### Singles
- 1973: Erna/Erna Part II (als Ede and the Pommesfritzes)
- 1973: Hamsterserenade (Tiritom-Bam-Bam)
- 1974: Der Ur-Ur-Enkel von Frankenstein
- 1975: Ich trink' auf dein Wohl, Marie
- 1975: Nick-Nack-Man
- 1976: Ich wünsch' dir für die Zukunft alles Gute (Marie Teil II)
- 1976: Nur du bist der Allerbeste
- 1976: Disco-Polka
- 1976: Oh, Susi (Der zensierte Song)
- 1977: Splish-Splash-Badewannen-Party
- 1978: Die Frau von gegenüber
- 1978: Disco Planet (Wir beamen)
- 1979: Ich könnte Frau'n klau’n
- 1979: Captain Starlight
- 1980: Crazy Harry
- 1980: Tu doch meine Asche in die Eieruhr
- 1981: Ja, wenn wir alle Englein wären
- 1981: C'est la vie - So ist nun mal das Leben
- 1981: When the War Broke Out
- 1982: Da da da ich weiß Bescheid, du weißt Bescheid
- 1983: Hurra, hurra, wir leben
- 1985: Na, dann woll'n wir noch mal
- 1986: Jeannie (Die reine Wahrheit)
- 1987: Der Disco-King
- 1988: Bamboléo
- 1988: Marlene
- 1990: Hier kommt Kurt
- 1990: Kurt will tanzen
- 1992: Nur nach Hause…
- 1998: Sangria Maria
- 1998: Der Comedy Hit-Mix
- 1998: Frankie
- 1999: Es tut mir leid
- 2000: Noch 'ne Runde
- 2001: Zander's Hammer
- 2003: Wir steh'n auf…
- 2005: Nachbar
- 2006: Meene Stadt (met Prinz Pi & Biztram)
- 2007: Hier kommt Knut
- 2008: Spaß ist für alle da!
- 2010: Fritze Bollmann

### Studioalbums
- 1975: Wahnsinn
- 1977: Zander’s Zorn
- 1978: Frank’s beknackte Ideen
- 1979: Donnerwetter
- 1981: Ja, wenn wir alle Englein wären
- 1982: Die fröhliche Hamster-Parade
- 1982: Frankie’s Zanda Da Da
- 1987: Stromstöße
- 1988: Frankie’s Party
- 1990: Kurt - Quo vadis
- 1992: Einfach Zanders
- 1995: Garantiert Gänsehaut
- 2000: Weihnachten mit Fred Sonnenschein und seinen Freunden
- 2004: Rabenschwarz Teil 1
- 2005: Rabenschwarz Teil 2
- 2008: Reibeisen
- 2010: Kinder Schlager Party
- 2012: Typisch Wassermann
- 2015: Immer noch der Alte
- 2019: Urgestein

### Compilaties
- 1981: Frank Zander
- 1982: Stars in Gold
- 1989: Das große deutsche Schlager-Archiv (met Tina York)
- 1990: Die unglaublichen Hits von Frank Zander
- 1994: Hier kommt Frank
- 1994: Der komplette Wahnsinn
- 1997: Nur nach Hause
- 1997: Szene, Zander
- 1998: Zander's Power Pack
- 1999: Zander's Hitbox
- 2000: Oh, Frank
- 2002: Die ganz persönliche Geburtstags CD
- 2002: Die ganz persönliche Hochzeits CD
- 2004: Rabenschwarz
- 2005: Rabenschwarz Teil 2
- 2005: Meine Besten
- 2007: Wahnsinn / Zander's Zorn
- 2007: Hier kommt Knut - Meine tierischen Hits
- 2008: Reibeisen
- 2009: F.B.I. Donnerwetter
- 2009: Alles Gute Zum Geburtstag (nieuwe jubileum-opname)
- 2011: Best of Wahnsinn
- 2013: 40 Jahre Hamster Hits
- 2022: Meine coolsten Hits – Das Beste zum 80. Geburtstag

### Ep's
- 1983: Frank Zander

### DVD's
- 2002: Die ganz persönliche Geburtstags DVD
- 2002: Die ganz persönliche Hochzeits DVD
- 2003: Der komplette Wahnsinn

## Onderscheidingen
- 1981: Goldene Schallplatte voor de single Ja, wenn wir alle Englein wären
- 2002: Goldene Schallplatte voor het album Die ganz persönliche Geburtstags CD

- Biblioteca Nacional de España: XX1164195
- Gemeinsame Normdatei: 132611503
- International Standard Name Identifier: 0000 0000 1943 060X
- Library of Congress Control Number: no2018159823
- MusicBrainz: 47522335-222a-4228-b3df-6858ed9cf8fa
- Virtual International Authority File: 52854140
- WorldCat: E39PBJvmPvr3v9KF6f7FdcJYyd